# Budapesti 7 Nap
A Budapesti 7 Nap  egy rövid életű, ingyenes hetilap,  a 7 Nap című újság fővárosi változata volt. 2007. augusztus 17-vel indította el a Pannon Lapok Társaságának ingyenes lapjait összefogó Maraton-lapcsoport.  A kerületi mutációkkal megjelenő hetilapot a Helyi Théma konkurensének szánták, ezért bulváros hangnemű volt – de még így is alulmaradt a versenyben: 2008 júliusában megszűnt.
Főszerkesztője Dalia László volt.